# Bibliotheca Pliniana
A Bibliotheca Pliniana sorozat célja a monumentális, 37 könyvből álló pliniusi enciklopédia teljes terjedelmű magyar fordításának kiadása, részletes kultúrtörténeti és természettudományos magyarázó jegyzetekkel, és a nemzetközi Plinius-kutatás eredményeinek naprakész felhasználásával.
Caius Plinius Secundus (más néven Plinius Maior vagy idősebb Plinius) Természettudományának 37 könyve közül eddig csak néhány könyv fordítása jelent meg magyarul, pedig ez az ókori forrás rendkívül fontos a római vallástörténet, az ókori természettudományok, és általában a tudománytörténet kutatása szempontjából. A pliniusi enciklopédia az ókori kozmológia, földrajztudomány, állattan, növénytan, gyógyszerészet, orvostudomány és ásványtan elengedhetetlen forrása.

## A könyvsorozat adatai
ISSN:  1788-4918
A magyar összkiadás ISBN 978-963-9632-00-4 Ö
A sorozat szerkesztője: Vizvári Zsolt
Megjelenés: évente 1 – 5 kötet
A Kiadó előszava

### Tematika
Idősebb Plinius Természettudományának teljes terjedelmű magyar fordítása
- 1-37. kötet, továbbá egy indexkötet
- Fordító: Dr. Gábli Cecília

### Monografikus kötetek
- a 39. kötettől
- Plinius Természettudományához kapcsolódó nagyobb lélegzetvételű elemzések, magyar és idegen nyelven.

### Tanulmánykötetek
- A pliniusi enciklopédia, illetve az ókori természettudományok témaköréhez kapcsolódó tanulmányok, magyar és idegen nyelven.

### Bibliográfiák
A nemzetközi Plinius-kutatás bibliográfiája elektronikus, illetve nyomtatott formában.

## A könyvsorozat megjelent kötetei
- Gábli Cecília: Caius Plinius Secundus Természettudományának 1. könyve. Fordítás és feldolgozás. Lomart, Pécs 2006, (287. p.) Bibliotheca Pliniana.1.
- Gábli Cecília: Caius Plinius Secundus Természettudományának 2. könyve. Fordítás és feldolgozás. Lomart, Pécs 2005, (169. p.) Bibliotheca Pliniana.2.
- Gábli Cecília: Caius Plinius Secundus Természettudományának 37. könyve. Fordítás és feldolgozás. Lomart, Szeged 2004. (207. p.) Bibliotheca Pliniana.37.

Recenzió: Ferenczi Attila, „A kritikus pont”, BUKSZ, 2005/3, 266 skk.
Válasz a recenzióra: Vízvári Zsolt: „A kritikus pont. Ez nem költészet – ez tudomány” [Válasz Ferenczi Attila írására, BUKSZ, 2005/3.], BUKSZ, 2005/4. 307
- Gábli Cecília: Plinius Kozmológiája. Lomart, Pécs 2006, (170. p.) Bibliotheca Pliniana.41.